# Buchón veleño
El buchón veleño es una raza de palomo española, originaria del municipio andaluz de Vélez-Málaga, en la provincia de Málaga y de toda la Axarquía, donde existen unos peculiares palomares llamados "farsos". Para su creación se usaron ejemplares de la antigua paloma buchona andaluza (concretamente la línea que derivó en el buchón colitejo), el buchón valenciano antiguo, el laudino y el zurito. Antiguamente era conocido como "Castellano", sin que necesariamente tuviese su origen en esta región, sino que se usaba como distintivo de buena raza. Una de sus principales características es que tiene carúnculas nasales en forma de uve. Los colombófilos lo consideran un animal de hembreo que intenta seducir a otros ejemplares para llevarlos a su cajón, además de exposición y para concursos de vuelo.
Existen variedad de plumas, destacando los machos azules y las hembras bayas para el hembreo, además de jazmines, verdinos, cuervos, porcelanos o prietos entre otras.
Existe un gran número de aficionados en la zona de la "Villa", que corresponde al casco antiguo de la ciudad de Vélez, donde se ubica "La Fortaleza", antiguo castillo desde donde se pueden observar un gran número de palomares repartidos por los tejados.
Para muchos aficionados, es en Vélez-Málaga donde se realiza correctamente la suelta de ejemplares, siguiendo las normas estipuladas para tal fin, tal y como se recogían en los antiguos reglamentos de vuelo de otras ciudades, y que hoy prácticamente están olvidados.